# Campsicnemus fragilis
Campsicnemus fragilis är en tvåvingeart som beskrevs av Octave Parent 1939. Campsicnemus fragilis ingår i släktet Campsicnemus och familjen styltflugor. Inga underarter finns listade i Catalogue of Life.